# Argyrodes lucmae
Argyrodes lucmae är en spindelart som beskrevs av Chamberlin 1916. Argyrodes lucmae ingår i släktet Argyrodes och familjen klotspindlar.
Artens utbredningsområde är Peru. Inga underarter finns listade i Catalogue of Life.